# Fetch (geografia)

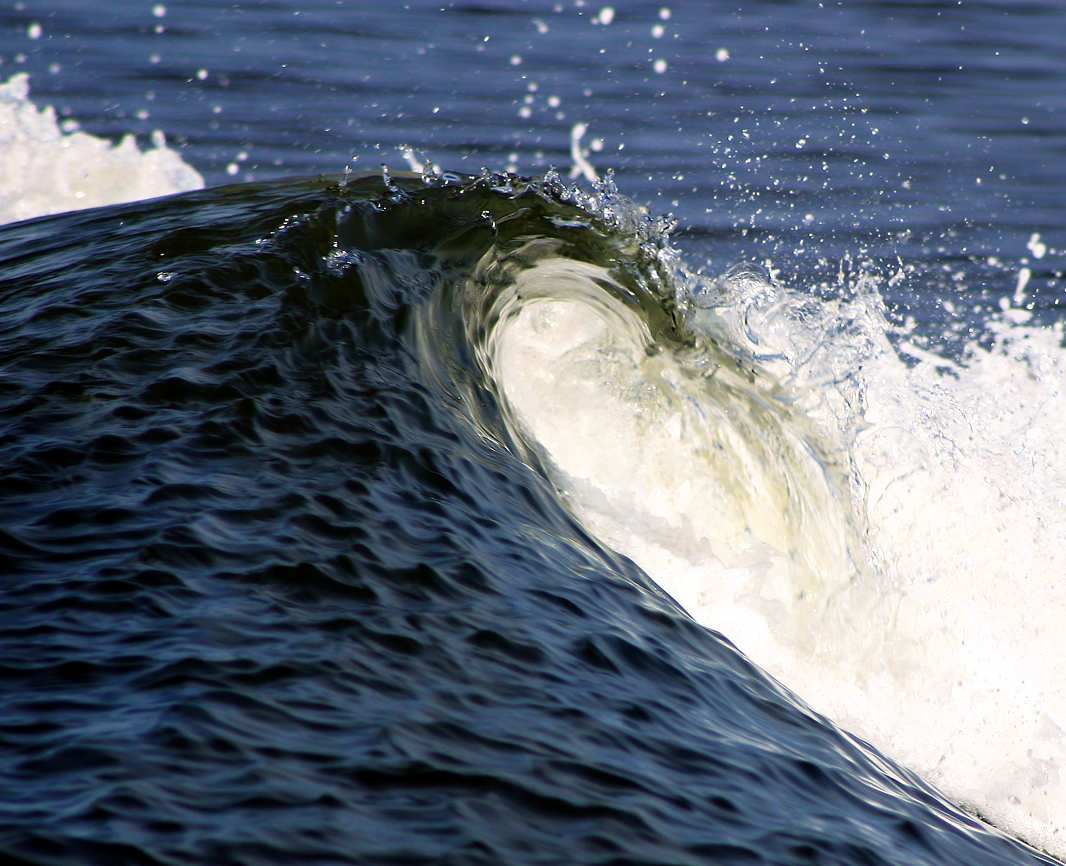
Um longo fetch cria ondas de grande força.

O fetch, também denominado pista, é  a extensão de uma porção de água marítima sobre a qual um determinado vento sopra. Essa medida é usada na geografia e na meteorologia e seus efeitos estão usualmente relacionados ao estado do mar. Quando as ondas chegam à costa, o fetch é o principal fator atuante na criação de marés de tempestade, que levam à erosão e inundação costeiras. Ele também tem importante papel no desenvolvimento de derivas litorâneas.